# Might and Magic Book One: The Secret of the Inner Sanctum
A Might and Magic Book One: The Secret of the Inner Sanctum egy számítógépes szerepjáték, az első része a nagy sikerré vált Might and Magic sorozatnak. 1986-ban jelent meg, több platformra. Az eredeti változat Apple II-re jelent meg, és gyakorlatilag egyetlen ember, Jon Van Canenghem tervezte meg. A terjesztést is önerőből oldotta meg kezdetben, de később az Activision vállalta a feladatnak ezt a részét. A játék gyorsan nagy népszerűségre tett szert, és ennek köszönhetően még nyolc folytatást élt meg az elkövetkezendő tizenöt évben. 1992-ben NES-re is megjelent, feljavított grafikával.

## Fejlesztés
Az eredeti Apple II-es verziót Jon Van Canenghem egyedül írta meg, közel három év leforgása alatt. Mivel nehézséget okozott neki, hogy kiadót találjon, ezért saját maga, mint New World Computing kezdte el a forgalmazást, a saját lakásából – egész addig, míg az Activision be nem szállt.
Japánban PC Engine platform alatt is megjelent a játék, amely CD-n jelent meg, és ennek köszönhetően a párbeszédek hanggal szólaltak meg.

## Cselekmény
A játék a VARN világában játszódik (Vehicular Astropod Research Nacelle), amely valójában egy gigantikus űrhajó, amely fantázia-környezettel bír: hatalmas külső terek, kastélyok, barlangok, földalatti városok. Hat kalandozó indul útnak, hogy megfejtse a Belső Szentély rejtélyét (azaz megtaláljon egyfajta Szent Grált). Miközben ezen vannak, belekeverednek egy másik kalandba is: egy titokzatos lény, Corak, üldözi a gazember Sheltemet. Részt vesznek a felderítésben, minek következtében a játék végén kiderül, hogy Sheltem maga a VARN királya, csak rejtőzködött. Egy másik világba vezető kapun keresztül elmenekül az őt üldöző csapat elől, akik utánamennek, s már a CRON világában járnak (előrevetítve a folytatást).
Habár a VARN tele van hős lovagokkal fényes páncélban, mitológiai szörnyekkel és varázslókkal, az alapja mégiscsak tudományos-fantasztikus. A korabeli RPG-k, mint az Ultima vagy a Wizardry, ez egy bevett szokás volt. Például a Sheltem-küldetés egy lezuhant űrhajónál kezdődik, amelynek a foglyait a bolygó börtönében őrzik.

## Játékmenet
A Might and Magic alapjában véve a már kialakult szerepjátékokra épít. A karakterek a Dungeons & Dragons szerepjátékhoz hasonlóan statisztikákkal bírnak: erő, kitartás, pontosság, személyiség, intelligencia, szerencse. Hat karakterosztály található a játékban: lovag, pap, rabló, varázsló, paladin, és íjász. Emellett a karakterek különféle fajokba tartozhatnak: ember, elf, fél-ork, gnóm, vagy törp. S persze minden szereplő lehet férfi vagy nő. Mindezek együttesen befolyásolják a hősök teljesítményét. A karakterek beállítottságán is változtathatunk, de mivel a csapat együttesen számít, ez minimális ráhatással van a játékra. Legfeljebb bizonyos küldetésekért járó jutalmakat befolyásol ez a tulajdonság.
A játékban kétféle mágia van: támadó és gyógyító jellegű (sorcerer és clerical). Támadó varázslatot a varázsló és az íjász, gyógyítót a paladin és a pap alkalmazhat. A varázslatok költségesek, spell pont alapúak, melyek újratermelődnek a képzettség függvényében.
A játék első személyű nézetben játszódik, melyben úgy kell mozognunk, mintha labirintusban tennénk: előre, hátra, balra, vagy jobbra lehet fordulni a világban. A környezet körökre osztott alapokon működik, ez vonatkozik a kalandozásra éppúgy, mint a harcra. Harc előtt megvan a lehetőségünk elmenekülni, megadni magunkat, fizetni is a haramiáknak a biztonságunk érdekében, vagy éppen harcba bocsátkozni. A csatákat a legtöbb platformon nem a hagyományos módon látjuk, hanem egy ablakban jelenik meg szövegesen, hogy mennyit sebeztünk, mennyit sebződtünk, vagy éppen mi történt. Mindegyik résztvevő fél a gyorsaság képességéhez mért sorrendben következik. A harc akkor ér véget, ha valamelyik oldal összes résztvevője kiesett a küzdelemből (ugyanis a saját karaktereink lehetnek eszméletlenek és halottak is, mély álomba eshetnek, vagy paralízis hatására lebénulhatnak, továbbá az ellenfél el is menekülhet).

## Fogadtatás
1989-ig körülbelül 100 ezer példányt adtak el a játékból.
1987-ben a Compute! magazin ddcsérte a játékot a gazdag tartalmáért, a nemlineáris játékmenetért és az akkoriban szépnek mondható grafikáért – noha megjegyezte, hogy a grafikának vannak hiányosságai, mint az animálás teljes hiánya az ellenfeleknél vagy a több ellenfél megjelenítésének korlátai. A Computer Gaming World is ddcsérte a játék nagy világát, egyedül azt kifogásolta, hogy a karakterek kezdetben csak egy bunkósbottal vannak ellátva, ami a játék elejét nehézzé teszi. 1988-ban az olvasók beválasztották a játékot a lap saját dicsőségcsarnokába. 1993-ban a lap újra megemlítette a játékot, azt írván, hogy a nehéz kezdés ellenére érdemes belevágni. 1996-ban minden idők 23. legjobb játékának választották.

## Fordítás
- Ez a szócikk részben vagy egészben  a   Might and Magic Book One: The Secret of the Inner Sanctum című angol Wikipédia-szócikk ezen változatának fordításán alapul.  Az eredeti cikk szerkesztőit annak laptörténete sorolja fel. Ez a jelzés csupán a megfogalmazás eredetét és a szerzői jogokat jelzi, nem szolgál a cikkben szereplő információk forrásmegjelöléseként.